# نخاله ساختمانی

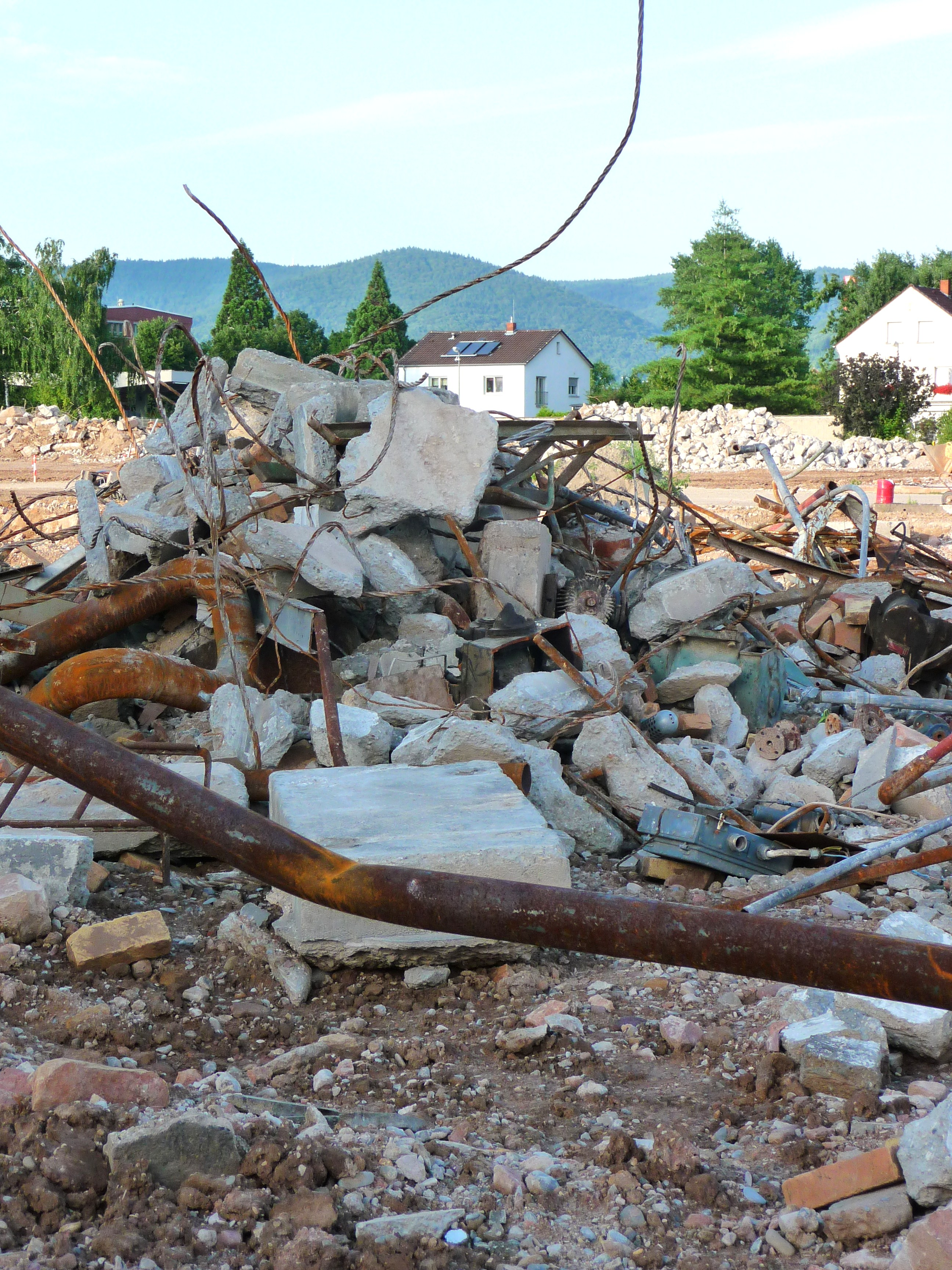
نخاله‌های ساختمان و ضایعات حاصل از تخریب

نخاله یا به عبارتی دیگر ضایعات ساختمانی یا نخاله‌های ساختمانی، عبارت است از موادی که به شکل ناخواسته و تصادفی در عملیات ساخت‌وساز تولید می‌شود. این ضایعات شامل مصالح ساختمانی از قبیل عایق، میخ، سیم برق، میلگرد و همچنین ضایعات حاصل از فرایند آماده‌سازی مقدماتی محل پروژه همچون مصالح لایروبی، کنده درختان و قلوه سنگها می‌شود. نخاله‌های ساختمانی، ممکن است دارای سرب، آزبست یا سایر مواد خطرناک باشند.

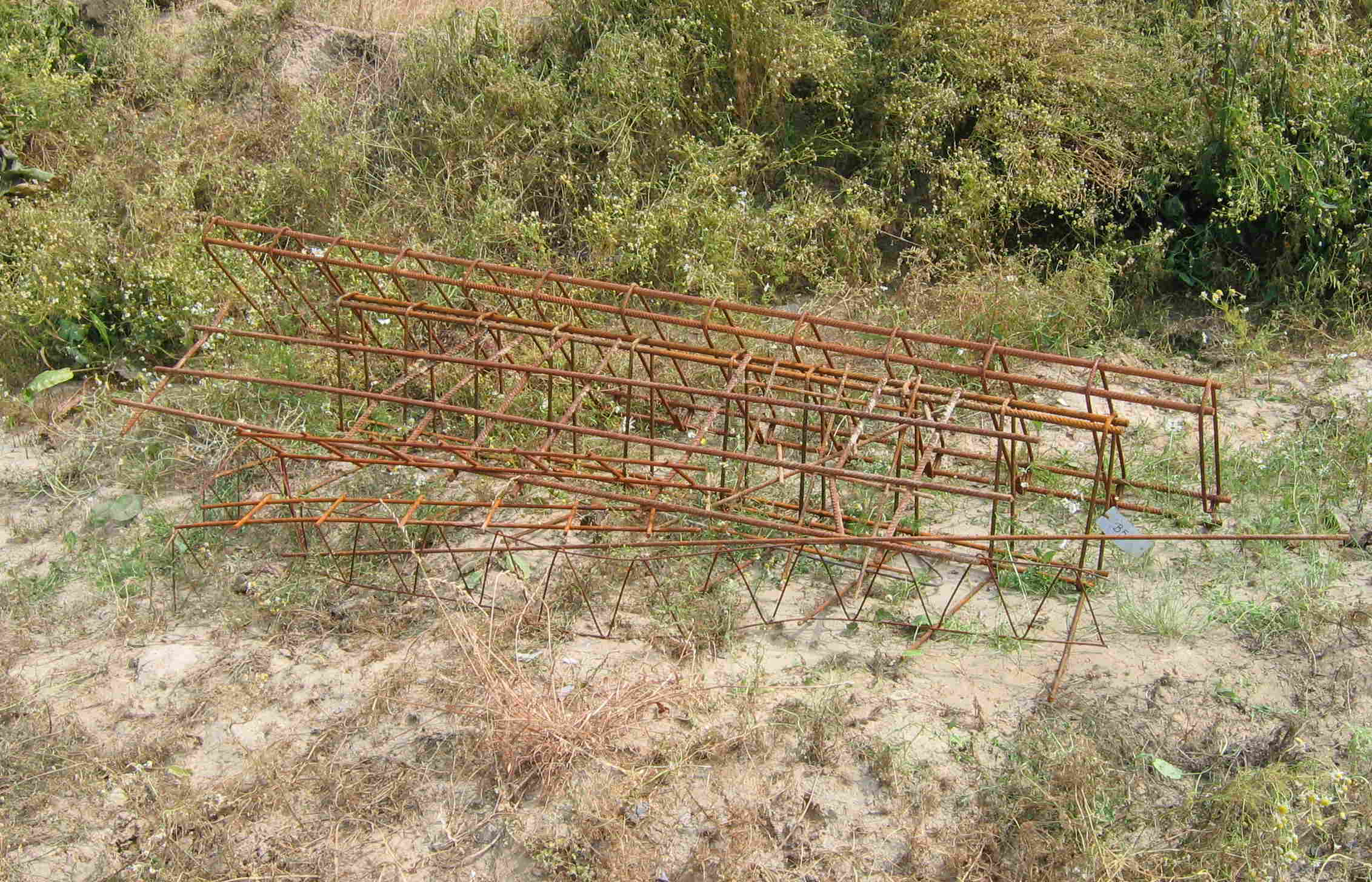
میلگردهای دورریز شده در محل یک کارگاه عمرانی

بسیاری از پسماندهای ساختمانی، تشکیل شده‌اند از مصالحی چون آجر، بتن و چوب که بنا به دلایلی در طی عملیات ساخت‌وساز بدون استفاده مانده‌اند. تحقیقات نشان می‌دهد که مقدار این ضایعات برابر با ۱۰ تا ۱۵ درصد کل مصالحی است که در عملیات ساختمانی به کار می‌رود. این مقدار بسیار بیشتر از میزانی است که توسط برآوردکنندگان (مترورها) در نظر گرفته می‌شود. با توجه به تنوع قابل توجه در بین انواع کارگاه‌های عمرانی، امکان فراوانی برای کاهش مقدار این ضایعات و استفاده مجدد از ضایعات در پروژه‌های دیگر وجود دارد.

## مدیریت نخاله‌ها و ضایعات ساختمانی
مدیریت مسئولانه پسماند ساختمانی یکی از جنبه‌های اساسی ساختمان پایدار است. مدیریت پسماند در مقوله ضایعات ساختمانی به معنای حذف تلفات و ضایعات تا جای ممکن، به حداقل رساندن پسماند و بازیافت و استفاده مجدد از ضایعات است. کارهایی که در زمینه مدیریت پسماند انجام شده‌است کاهش، بازیافت و استفاده مجدد از ضایعات را یکی از موارد اصلی مدیریت پایدار منابع تلقی می‌کنند. بیشتر نخاله‌های ساختمانی تولید شده در ایالات متحده به صورت قانونی در زمین‌هایی که در قوانین فدرال CFR 40 مشخص شده‌است، دفع می‌شوند. شرکت‌ها و شهروندان ایالات متحده به‌طور قانونی سالانه میلیون‌ها تن زباله مربوط به ساختمان را در محل‌های دفع زباله جامد دفع می‌کنند.
مدیریت پسماند باید بخشی جدایی ناپذیر از توسعه و ساخت یک پروژه باشد.

### مواد و محصولات خطرناک شناخته شده:[۴]
- ضایعات خطرناک (لیست و مشخصات آن توسط EPA ایالات متحده مشخص شده‌است)
- مواد حاوی آزبست (شکننده)
- مواد حاوی آربست (غیر شکننده)
- مواد حاوی سرب
- مواد حاوی بیفنیل پلی‌کلر شده (PCB)
- حلال‌ها، مواد شیمیایی، فراورده‌های نفتی
- گرد و خاک
- لامپ‌های مهتابی و فلئورسنت
- قطعات الکترونیک
- زباله‌های پزشکی
- موادی که توسط زباله آلوده شده‌است

### مواد و ضایعاتی که معمولاً بی خطر در نظر گرفته می‌شوند:[۴]
- مواد چوبی و گیاهی
- بتن
- شن، ماسه، سنگ و تخته سنگ
- مصالح بنایی و آجر
- فلزات (آهنی و غیر آهنی)
- چوب
- پلاستیک
- شیشه
- درها و پنجره‌ها
- سقف آسفالتی
- تخته گچ
- فرش و موکت
- مقوا و کاغذ
- لوازم بهداشتی تأسیسات
- لوازم روشنایی

در عصر افزایش قیمت انرژی، ضایعات تخریب هر روز بیشتر به عنوان یک منبع قابل بازیافت شناخته خواهند شد. فناوری و قوانین ملی می‌تواند باعث بهبود در انحراف ضایعات از دفن به سمت تولید انرژی و بازیافت و استفاده مجدد از مواد شود.

## دفن ضایعات
برخی از اجزای ضایعات ساختمانی همچون دیوار خشک در فرایند دفن، از خود گاز سمی سولفید هیدروژن منتشر می‌کنند؛ بنابراین برای محیط زیست ایجاد اشکال می‌نمایند.
معمولاً دولت‌ها و مقامات محلی قوانینی را وضع می‌کنند که در آن‌ها چگونگی دسته‌بندی نخاله‌ها قبل از حمل آن‌ها به محل دفن شرح داده شده‌است. برخی از مواد خطرناک بدون این که توسط دستگاه نظارت مورد تأیید قرار بگیرند، اجاره حمل به محل دفن را نخواهند داشت. علاوه بر این بر حمل و دفن مناسب مواد سمی همچون سرب، آزبست، یا مواد رادیواکتیو نیز رسیدگی می‌کنند.

## بازیافت
امکان بازیافت بسیاری از اجزای نخاله‌های ساختمانی وجود دارد. برای حمل ضایعات از ماشین‌های مخصوص حمل استفاده می‌شود. قلوه سنگ‌ها را می‌توان خرد کرده و در پروژه‌های ساختمانی مورد استفاده دوباره قرار داد. ضایعات چوب را نیز می‌توان بازیافت کرد.
در کشور کویت، وزارت دارایی مجوز ساخت نخستین کارخانه بازیافت نخاله‌های ساختمانی را در خاورمیانه به «شرکت صنایع حفاظت محیط زیست» داده‌است. این کارخانه دارای ظرفیت تولید ۲٬۵۰۰ تن در روز است. دولت به این شرکت در ازای کاهش خطرات زیست‌محیطی، پرداخت‌های مالی می‌کند. ضایعات ساختمانی، در اثر فرایند بازیافت به شن‌هایی با اندازه‌های مختلف تبدیل می‌شوند که می‌توان در کارهای عمرانی در کنار ماسه الک‌شده از آن استفاده کرد.
از سال ۱۳۹۷ در ایران هم به مقوله بازیافت نخاله‌های ساختمانی پرداخته شد و اولین کارخانه آن در منطقه آبعلی تهران که پیشتر محلی برای دفع نخاله‌های ساختمانی بود احداث گردید. این کارخانه با حمایت سازمان مدیریت پسماند از سال ۱۳۹۸ به بهره‌برداری رسید.